# Elwira Zachert-Mazurczykowa
Elwira Zachert-Mazurczykowa z domu Zachert, także Elwira Mazurczyk (ur. 28 października 1907, zm. 27 listopada 1971) – polska rzeźbiarka i pedagog.

## Życiorys
Studiowała na Akademii Sztuk Pięknych w Warszawie. Po II wojnie światowej uczyła w Zespole Państwowych Szkół Plastycznych im. Tadeusza Makowskiego w Łodzi. W 1948 zaprezentowała swoją rzeźbę na Wystawie Ziem Odzyskanych we Wrocławiu.
Była żoną rzeźbiarza - Jerzego Mazurczyka, którego poznała w trakcie studiów w pracowni rzeźby prof. Tadeusza Breyera na warszawskiej ASP. Została pochowana 2 grudnia 1971 na Starym Cmentarzu w Łodzi w części rzymskokatolickiej.

## Rzeźby
- Gipsowa rzeźba „Przez zjednoczenie do potęgi Polski” (1939, wraz z Jerzym Mazurczykiem; w zbiorach Muzeum Warszawy)[9], przedstawia: robotnika, chłopa, intelektualistę i żołnierza trzymających się za ręce w geście solidaryzmu społecznego, w środku rzeźby znajduje się Polonia z Mieczem[10],
- Popiersie Józefa Piłsudskiego (w zbiorach Instytutu Józefa Piłsudskiego w Ameryce)[11],
- Popiersie Juliana Tuwima w Łodzi (wraz z Jerzym Mazurczykiem)[12],
- Pomnik Stanisława Moniuszki w Łodzi (1958, wraz z Jerzym Mazurczykiem)[13],
- Pomnik Tadeusza Kościuszki w Łodzi (1960, wraz z Mieczysławem Lubelskim, Antonim Biłasem, Jerzym Mazurczykiem)[14][15],
- Pomnik Juliana Marchlewskiego w Łodzi na Starym Rynku (1964, wraz z Jerzym Mazurczykiem)[13][16], pomnik usunięto w 1991[17].

## Konkursy
- na opracowanie plastyczne centralnej części zachodniej ściany hali odjazdów z zastosowaniem mozaiki i płaskorzeźby dla Dworca Głównego w Warszawie (1938, wraz z Jerzym Mazurczykiem – laureaci) – koncepcja dotyczyła ustawienia na ceramicznym tle figur symbolizujących bogactwa Polski oraz posąg Polonii unoszącej orła symboli bogactw Polski[18]
- projekt budowy pomnika Obrońców Wybrzeża w Gdańsku (1955, wraz Romanem Mannem, wyróżnienie równorzędne)[19],
- konkurs na pomnik marsz. Józefa Piłsudskiego w Warszawie – uczestnictwo[20].

## Odznaczenia
- Złoty Krzyż Zasługi,
- Honorowa Odznaka Miasta Łodzi[3].

## Galeria

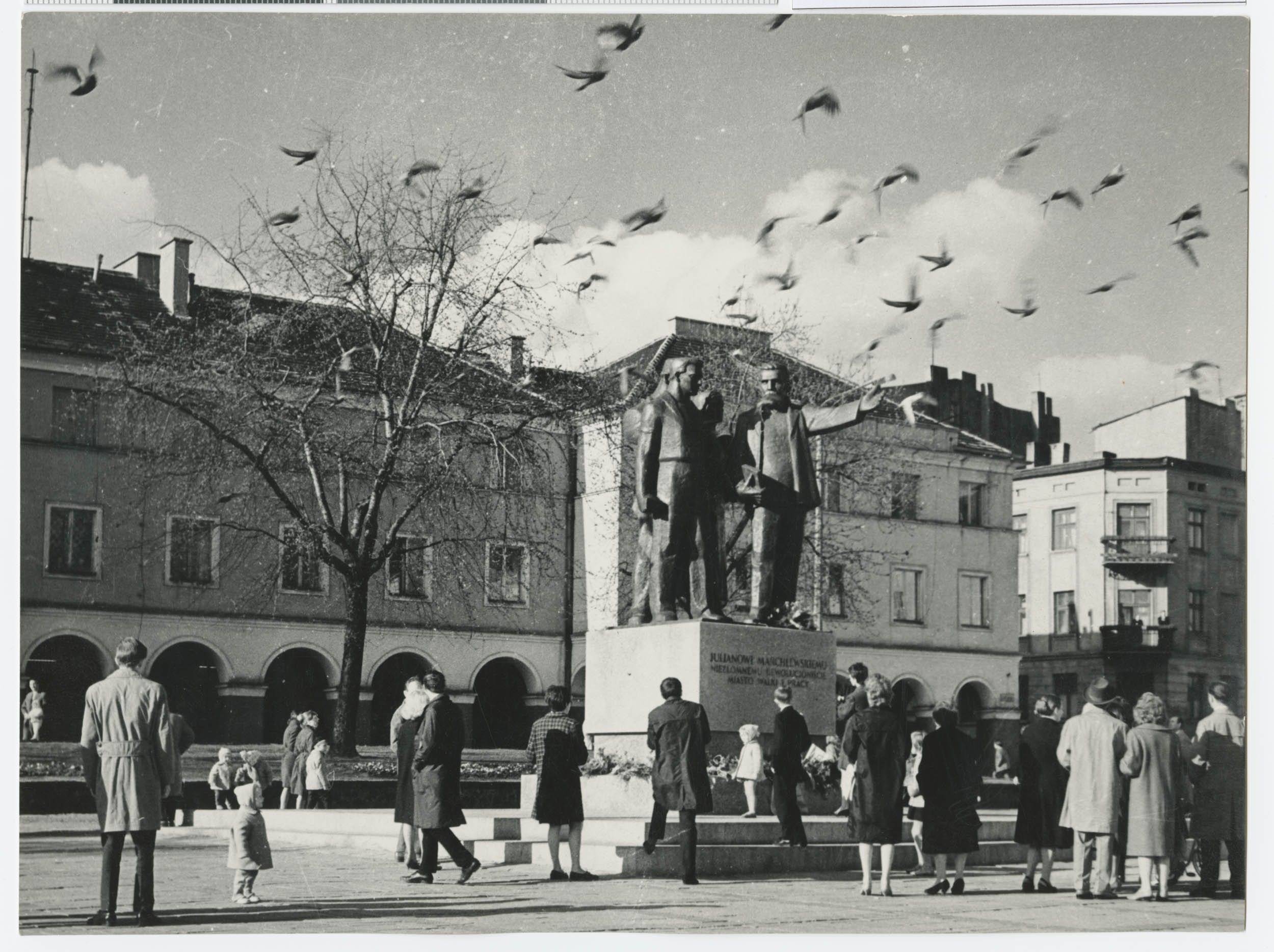
Pomnik Juliana Marchlewskiego w Łodzi (lata 60. XX w.)
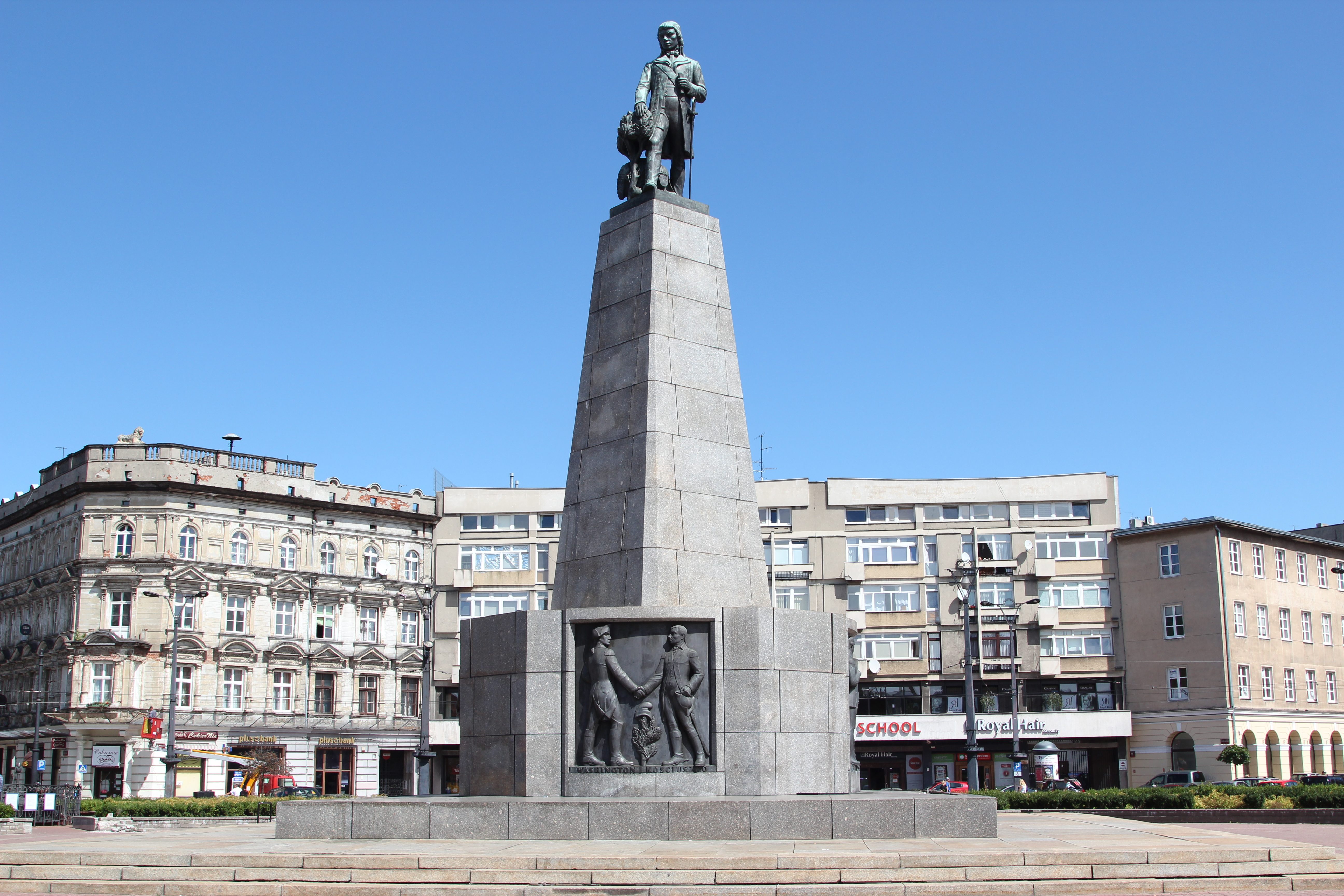
Pomnik Tadeusza Kościuszki w Łodzi (2006).
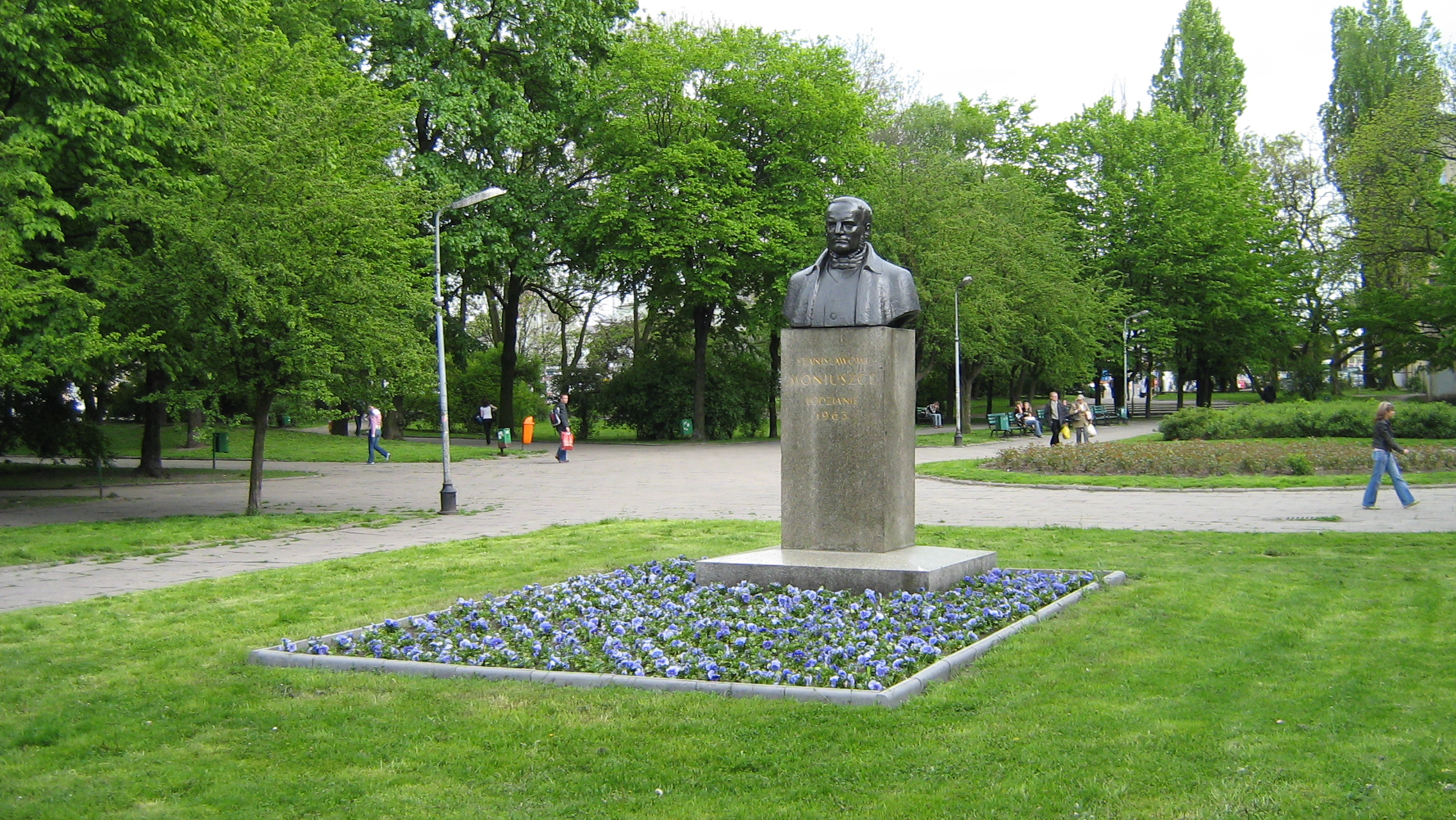
Pomnik Stanisława Moniuszki w Łodzi (2008)
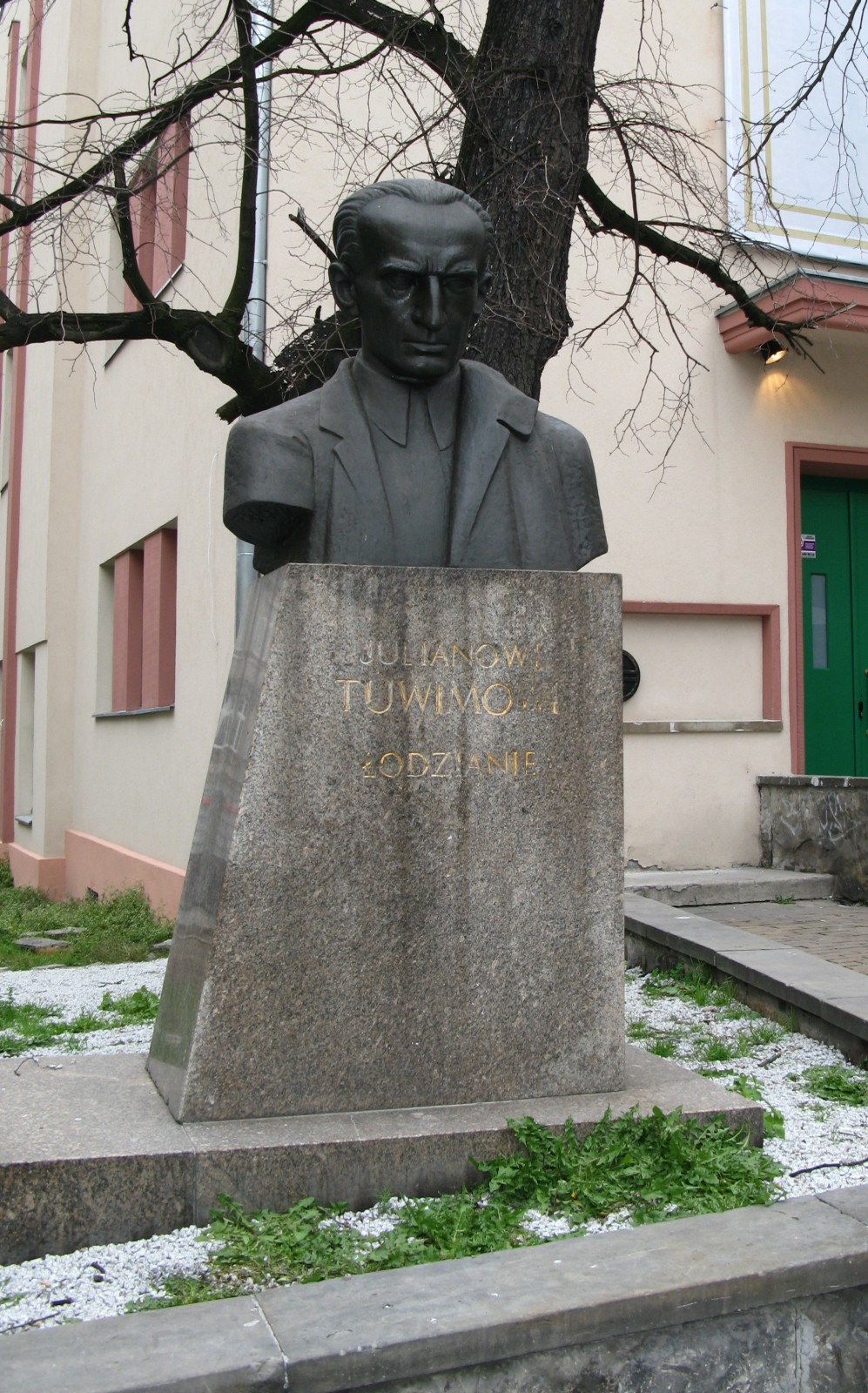
Popiersie Juliana Tuwima w Łodzi (2010)